# Torben Lund
Torben Lund este un om politic danez, membru al Parlamentului European în perioada 1999-2004 din partea Danemarcii.
1. ↑  Deputații în Parlamentul European
2. ↑  pace.coe.int